# Сеправиці
Сеправиці (пол. Sieprawice) — село в Польщі, у гміні Ясткув Люблінського повіту Люблінського воєводства.
Населення — 418 осіб (2011).

## Демографія
Демографічна структура станом на 31 березня 2011 року:
|          | Загалом | Допрацездатний вік | Працездатний вік | Постпрацездатний вік |
| -------- | ------- | ------------------ | ---------------- | -------------------- |
| Чоловіки | 197     | 46                 | 125              | 26                   |
| Жінки    | 221     | 50                 | 119              | 52                   |
| Разом    | 418     | 96                 | 244              | 78                   |